# 466 (numero)
Quattrocentosessantasei (466) è il numero naturale dopo il 465 e prima del 467.

## Proprietà matematiche
- È un numero pari.
- È un numero composto con i seguenti divisori: 1, 2, 233. Poiché la somma dei suoi divisori è 236 < 466, è un numero difettivo.
- È un numero semiprimo.
- È un numero noncototiente.
- È un numero poligonale centrale.
- È parte delle terne pitagoriche (210, 416, 466), (466, 54288, 54290).

## Astronomia
- 466P/PANSTARRS è una cometa periodica del sistema solare.
- 466 Tisiphone è un asteroide della fascia principale del sistema solare.
- NGC 466 è una galassia lenticolare della costellazione del Tucano.

## Astronautica
- Cosmos 466 è un satellite artificiale russo.